# Педро Аррупе
Педро Аррупе (ісп. Pedro Arrupe y Gondra; 14 листопада 1907, Більбао — 5 лютого 1991, Рим) — іспанський єзуїт баскського походження, двадцять восьмий Генерал Товариства Ісуса.

## Життєпис
Народився в місті Більбао. Навчався в школі в рідному місті, потім на медичному факультеті Мадридського університету. 15 січня 1927 року вступив до Товариства Ісуса. У 1932 році уряд республіканців вигнав єзуїтів з країни, Аррупе продовжив освіту в Бельгії та Голландії. 30 липня 1936 року отримав священиче рукоположення. Після висвячення був направлений в США, де отримав докторський ступінь з медичної етики.
У 1939 році був висланий на місії в Японію. Після початку Другої світової війни і вступу до неї Японії, був заарештований та ув'язнений за звинуваченням у шпигунстві, проте через деякий час його відпустили. У 1942 році він став магістром новіціату.
Аррупе разом з ще 7 єзуїтами проживав в передмісті Хіросіми. Коли 6 серпня 1945 року на місто було скинуто атомну бомбу, всі вони були в монастирі і всі чудом вижили. Після вибуху Педро Аррупе перетворив будинок новіціату у тимчасовий госпіталь, де, використовуючи свої вміння, надавав медичну допомогу потерпілим.

## Генерал Товариства Ісуса
Після смерті Генерала Ордена Жана Батиста Янссенса, 31-а Генеральна Конгрегація 22 травня 1965 року обрала новим главою єзуїтів Педро Аррупе. Аррупе став другим в історії баском, який очолив орден, після його засновника Ігнатія Лойоли. Як новообраний глава єзуїтів, з 14 вересня до 8 грудня 1965 року взяв участь у завершальній четвертій сесії Другого Ватиканського собору.
На посаді генерала Аррупе дотримувався поглядів про необхідність реформування ордену відповідно до вимог часу і рішень Другого Ватиканського собору. У цей період єзуїти посилили свою працю в Латинській Америці в соціальній сфері та в галузі допомоги знедоленим. Сильна криза в ордені викликали суперечки, пов'язані з теологією визволення, теорією християнського соціалізму, яка широко розповсюдилася в 70-ті роки в Латинській Америці і яку підтримувала велика кількість єзуїтів. Сам Аррупе ставився до теології визволення щонайменше з симпатією. Зрештою теологія визволення була відкинута Католицькою церквою, а її наполегливі прихильники піддані критиці.

## Останні роки
7 серпня 1981 після нелегкої подорожі на Далекий Схід о. Педро Аррупе пережив важкий інсульт. Його паралізувало та він втратив здатність говорити. Після цього він подав у відставку, ставши першим в історії генералом ордену, який не виконував цю посаду до смерті. Папа Іван Павло II призначив о. Паоло Децца тимчасовим виконавцем обов'язків глави єзуїтів, що викликало в ордені безліч протестів, як неприпустиме втручання у внутрішні справи Товариства. 3 вересня 1983 року на 33-ій Генеральній Конгрегації Товариства Ісуса була прийнята відставка Педро Аррупе і розпочато процедуру виборів нового генерала, яким став Петер Ганс Кольвенбах. Сам Аррупе був присутній на Конгрегації в інвалідному кріслі, а її учасникам зачитано звернення, яке він написав.
Останні роки життя він провів у римській лікарні. Помер 5 лютого 1991. Спочатку був похоронений в гробниці єзуїтів на цвинтарі Кампо Верано, а згодом перепохований в бічній каплиці церкви Іль-Джезу.